# Francesc Jubany i Del Castillo
Francesc Jubany i Del Castillo (Arenys de Mar, el Maresme, 1922 – la Garriga, 1989) fou un política català. Fou alcalde de La Garriga entre 1958 i 1970.
Vinculat professionalment al balneari Termes Victòria de la Garriga, en acabar la Guerra s'afilià a FET y de las JONS i el 1941 fou nomenat delegat local del Frente de Juventudes.
La carrera municipal de Jubany començà el 1952 quan fou nomenat regidor; el 1955, esdevingué primer tinent d'alcalde i ocupà el càrrec d'alcalde des de 1958 fins a 1970.
El desarrollismo franquista va manifestar-se a la Garriga en l'onada immigratòria que donà origen al creixement de barris com el de Can Noguera o el de la zona denominada "Les cases barates" i a l'establiment de noves indústries, per la qual cosa calgué dissenyar els actuals polígons industrials; així, el 1967, va celebrar-se la primera fira del Moble de la Garriga.
Per altra banda, el 1966, Franco inaugurà l'autovia de l'Ametlla del Vallès, és a dir, l'actual carretera C-17, per la qual cosa visità la Garriga.